# Boruto Uzumaki
Boruto Uzumaki (うずまき ボルト, Uzumaki Boruto) é um personagem fictício criado pelo mangaká japonês Masashi Kishimoto. Aparece pela primeira vez no final da série de mangá Naruto como o filho do protagonista Naruto Uzumaki e Hinata Hyuga, bem como irmão de Kawaki e Himawari Uzumaki. Mais tarde desempenha um papel significativo no filme de 2015 Boruto: Naruto the Movie onde está treinando como um ninja para superar seu pai, o Sétimo Hokage. Também atua como protagonista da série de mangá e anime Boruto: Naruto Next Generations. No mangá, sua história começa com a narração do filme Boruto, enquanto o anime começa com sua infância na Academia Ninja, onde conhece seus futuros companheiros de equipe Sarada Uchiha, Mitsuki e seu professor Konohamaru Sarutobi. Boruto Uzumaki é determinado, inteligente, amigável, teimoso e rebelde em certos momentos. Ele busca se tornar um ninja forte, valoriza sua amizade com Sarada e Mitsuki, tem respeito por seu pai, Naruto Uzumaki, e sua personalidade evolui ao longo da série "Boruto: Naruto Next Generations".
Foi criado pelo autor em 2013 quando o mangá Naruto estava em seu clímax. A motivação era Naruto Uzumaki tornando-se pai no termino da história. Em Boruto: Naruto the Movie, Kishimoto desenvolveu o relacionamento de Boruto e Naruto a partir de seu relacionamento com seus filhos.
A recepção crítica ao personagem tem sido geralmente mista. Andy Hanley, da Anime Network do Reino Unido, citam que, apesar de seu design e ações semelhantes as de seu pai Naruto, Boruto não é como ele e tem uma personalidade diferente. Amy McNulty da Anime News Network e Hanley apreciaram o relacionamento de Boruto com seu pai devido às diferenças em sua infância e como isso se torna o foco do filme Boruto: Naruto the Movie.